# Совхозний (Ленінградська область)
Совхозний (рос. Совхозный) — селище Бокситогорського району Ленінградської області Росії. Входить до складу Самойловського сільського поселення.
Населення — 776 осіб (2003 рік). 